# Божоле
О молодом вине из Божоле см. божоле-нуво

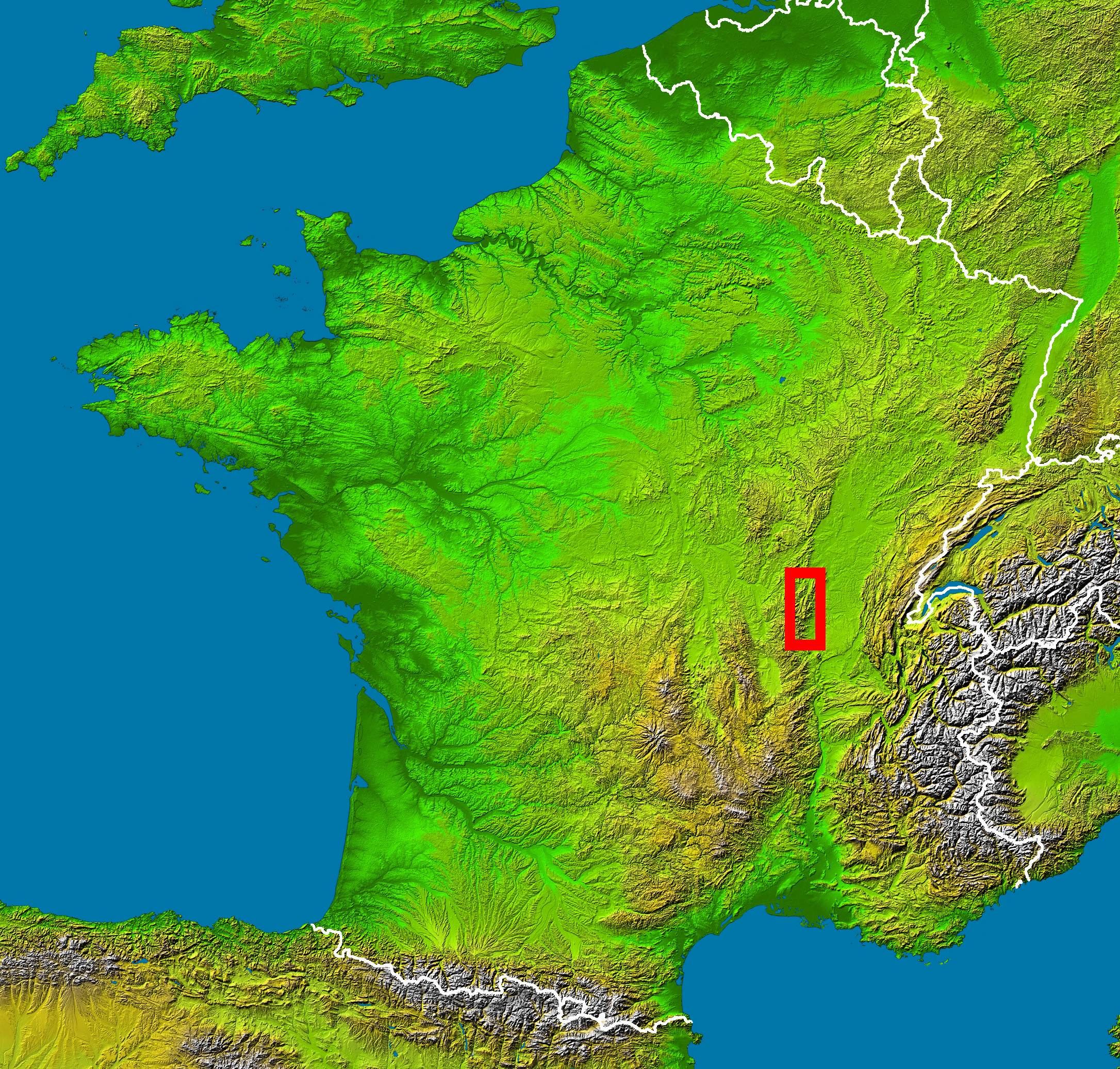
Божоле на карте Франции

Божоле (фр. Beaujolais) — историко-географическая область и винодельческий регион на территории исторической Бургундии, к северу от Лиона. Название получил от прежней столицы — города Божё (Beaujeu). 
В административном отношении территория Божоле входит в департамент Рона региона Рона-Альпы. Крупнейший город — Вильфранш-сюр-Сон. Из-за специфических характеристик изготовляемых вин образует отдельное винное хозяйство, и производимые в нём вина из винограда сорта гаме не считаются бургундскими. Как правило, выпускаются в продажу молодыми через шесть недель после сбора урожая (см. божоле-нуво)
На территории Божоле расположены 72 коммуны, разделённые на два района. Южный район лежит на холмах высотой в 350—400 метров, на его западе протянулась горная цепь высотой в 650—800 метров, защищающая район от влажных ветров. Почва здесь сухая и не особенно плодородная. Северный район, лежащий севернее Вильфранш-сюр-Сон, обладает лучшими почвами, и здесь производятся наиболее качественные вина марки «Божоле». На востоке региона протекает река Сона. Всего на территории Божоле виноградники занимают площадь в 23 тысячи гектаров, они протянулись полосой с севера на юг, длиной в 50 километров и шириной в 15 километров.
Климат на территории Божоле неоднороден — здесь смешиваются континентальный, атлантический и средиземноморский воздушные потоки. Погода здесь часто и неожиданно меняется. В то же время горно-холмистая природа окружения Божоле смягчает наиболее резкие климатические перепады. Годовая норма осадков в Божоле лежит около 750 мм.